# Суботић
Суботић је јужнословенско презиме. Значајни људи са овим презименом су:
- Ана Суботић (1983), тркачица на дуге стазе
- Бојан Суботић (1990), кошаркаш
- Дејан Суботић (1852–1920), генерал
- Јован Суботић (1817–1886), правник, књижевник и политичар
- Митар Суботић (1961–1999), музичар
- Невен Суботић (1988), фудбалер
- Станко Суботић (1959), привредник